# Нижнеозёрное (Оренбургская область)
Нижнеозёрное — село в Илекском районе Оренбургской области России. Административный центр и единственный населённый пункт Нижнеозёрнинского сельсовета. Основано в 1754 г.

## Климат
Климат резко континентальный. Лето жаркое, знойное с недостаточным увлажнением с частыми и сильными суховеями. Зима холодная с морозами и частыми метелями. В этот период наблюдаются оттепели. Устойчивое залегание снежного покрова 130—140 дней с 25 ноября по 7 апреля. Средняя высота снежного покрова — около 20 см. Среднемесячная температура воздуха в июле составляет около +22 °C , в январе −14 °C. Разница между максимальной (+42 °C) и минимальной (-43 °C) температурой в году достигала 85 °C. Продолжительность безморозного периода 140 дней в году. Последние заморозки в первой-начале второй декады мая. Среднегодовая сумма осадков колеблется от 273 до 363 мм, за теплый период (апрель-октябрь) выпадает 177—215 мм, в том числе за май-июнь — 66-75 мм.

## Палеонтология
Нижнеозёрное — место обнаружения окаменелостей темноспондильных амфибий, обитавших в раннем триасовом периоде. В верхней части рыбинского горизонта нижнеоленёкского подъяруса найдены образцы бентозуха (Benthosuchus), в слудкинском горизонте нижнеоленёкского подъяруса — образцы Trematotegmen и неопределённого представителя семейства Trematosauridae. Из слоёв верхнеоленёкского подъяруса происходит образец, принадлежащий, вероятно, Wetlugasaurus.

## Топоним
В «Топографии Оренбургской губернии» Пётр Иванович Рычков объясняется название населённого пункта: «Нижняя Озерная звание свое имеет от многих около лежащих озёр, а Нижнею названа потому, что вверху Яика сего же имени крепость есть…».

## История
Основано в 1758 г. как крепость на правом берегу Яика, в 93 верстах к западу от Оренбурга.  Накануне Пугачевского восстания в крепости, основанной в 1758 г., насчитывалось 403 жителя православного вероисповедания и до сотни мусульман. Службу в крепости несли гарнизонную команду (около 60 солдат) и казачья команда (до 70 казаков).
26 сентября 1773 г. была взята войсками Е. И. Пугачева и находилась в руках повстанцев более полугода.
В 1840 г. за Нижнеозёрной, как и за всеми бывшими крепостями Оренбургского казачьего войска, был закреплён статус станицы.

## Известные жители
Преподобный Зосима Оренбургский — в миру Захарий Прокофьевич Карцев (1860-1920), местночтимый святой Оренбургской митрополии. 
Захар Иванович Харлов — жертва Пугачёвского восстания. 

## Население
| 2010 | 2012  | 2013  | 2014  | 2015  | 2016  | 2017  | 2018  | 2019  | 2020  | 2021  |
| ---- | ----- | ----- | ----- | ----- | ----- | ----- | ----- | ----- | ----- | ----- |
| 1519 | ↘1512 | ↗1529 | ↘1520 | ↘1467 | ↘1450 | ↘1431 | ↘1406 | ↘1379 | ↘1357 | ↘1316 |

## Инфраструктура
В советские годы был образован колхоз «Борьба за мир». На его территории располагалась мельница и кирпичный завод.

## Транспорт
Доступен автотранспортом.

## Религия
Мечети
- Мечеть